# Geschnäbeltes Leinblatt
Das Geschnäbelte Leinblatt (Thesium rostratum), auch Schnabel-Leinblatt oder Schnabelfrüchtiges Leinblatt genannt, ist eine Pflanzenart aus der Gattung Leinblatt (Thesium) innerhalb der Familie der Sandelholzgewächse (Santalaceae).

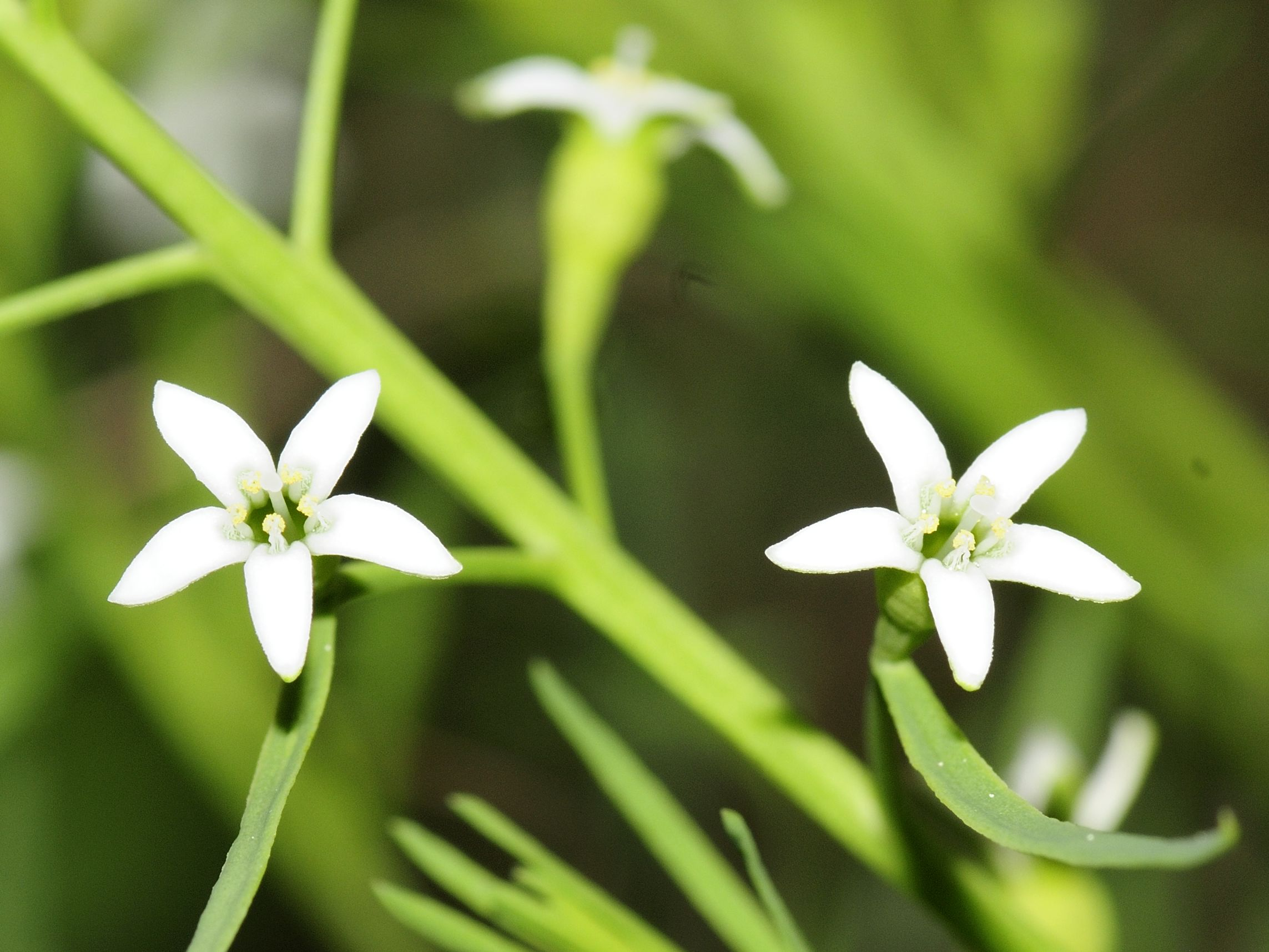
Blütenstand

## Beschreibung
Das Geschnäbelte Leinblatt ist eine sommergrüne, ausdauernde krautige Pflanze, die Wuchshöhen von 20 bis 30 Zentimeter erreicht. Als Überdauerungsorgan besitzt sie ein holziges Rhizom aus dem sie, „locker horstig“, stets mehrere bis viele Stängel bildet, aber sie besitzt keine Ausläufer. Die aufsteigenden bis aufrechten Stängel sind unverzweigt. Die Stängelblätter sind lineal und einnervig.
Die Blütezeit erstreckt sich von Mai bis Juli. An der Spitze des traubigen Blütenstandes steht ein blütenloses „Blattbüschel“. Unter den Blüten steht nur ein Tragblatt. Die zwittrigen Blüten sind radiärsymmetrisch und fünfzählig. Die Blütenhülle ist zur Fruchtzeit bis zur Mitte eingerollt und dann zwei- bis dreimal so lang wie die fast sitzende, fast kugelige, beerenartig saftige, zitronengelbe Frucht. 
Die Chromosomenzahl beträgt 2n = 26.

## Ökologie
Beim Geschnäbelten Leinblatt handelt es sich um einen Geophyten. Das Geschnäbelte Leinblatt kommt an ihren Standorten meist in kleineren, individuenarmen, lockeren und unauffälligen Beständen vor.
Das Geschnäbelte Leinblatt ist ein Halbschmarotzer (Hemiparasit), der die Wurzeln benachbarter Pflanzenarten durch Haustorien anzapfen.

## Vorkommen
Der Verbreitungsschwerpunkt des Geschnäbelte Leinblattes liegt in Mitteleuropa vor allem im östlichen Alpen- und Voralpengebiet. Westwärts erstreckt sich das Verbreitungsgebiet dieser Art bis in die Ostschweiz (beispielsweise ins Umland von Zürich), nordwärts bis an die Donau bei Regensburg und bis nach Tschechien, ostwärts bis Kärnten und südwärts bis nach Südtirol und den Alpensüdfuß.
Das Geschnäbelte Leinblatt gedeiht am besten in sehr lockeren, kalkreichen Böden. Es kommt in der collinen bis montanen Höhenstufe der Alpen oder in den Mittelgebirgen vor. Selten steigt das Geschnäbelte Leinblatt bis auf eine Höhenlage von 1500 Meter. Es besiedelt steinige, und wenigstens zeitweise trockene und lichte Kiefernwälder sowie alpine Zwergstrauchheiden und das Latschengebüsch; wo diese Biotope sekundär in tieferen Lagen vorkommen findet man diese Art auch beispielsweise auf Moränenschottern. Das Geschnäbelte Leinblatt steht auch auf Kiesbänken der Flüsse am Alpenfuß (z. B. von Lech und Isar), vereinzelt sogar bis an ihre Mündung in die Donau. 
Die Pflanze ist eine Charakterart des Verbands Erico-Pinion und kommt besonders im Erico-Pinetum oder im Cytiso-Pinetum vor.
Die ökologischen Zeigerwerte nach Landolt & al. 2010 sind in der Schweiz: Feuchtezahl F = 1+ (trocken), Lichtzahl L = 4 (hell), Reaktionszahl R = 4 (neutral bis basisch), Temperaturzahl T = 4 (kollin), Nährstoffzahl N = 2 (nährstoffarm), Kontinentalitätszahl K = 4 (subkontinental).